# Chiesa di San Felice da Cantalice
La chiesa di San Felice da Cantalice è una chiesa di Roma, nel quartiere Prenestino-Centocelle, in piazza San Felice da Cantalice.

## Storia
L'edificio fu costruito tra il 1934 e il 1935 su progetto degli architetti Mario Paniconi e Giulio Pediconi, e consacrato il 2 ottobre 1941 dal cardinale Luigi Traglia.
La chiesa è sede parrocchiale, istituita il 29 marzo 1935 dal cardinale vicario Francesco Marchetti Selvaggiani con il decreto Sollicitudo omnium ecclesiarum e affidata ai Frati Minori Cappuccini. Sulla chiesa insiste il titolo cardinalizio di "San Felice da Cantalice a Centocelle", istituito da papa Paolo VI il 29 aprile 1969.

## Descrizione

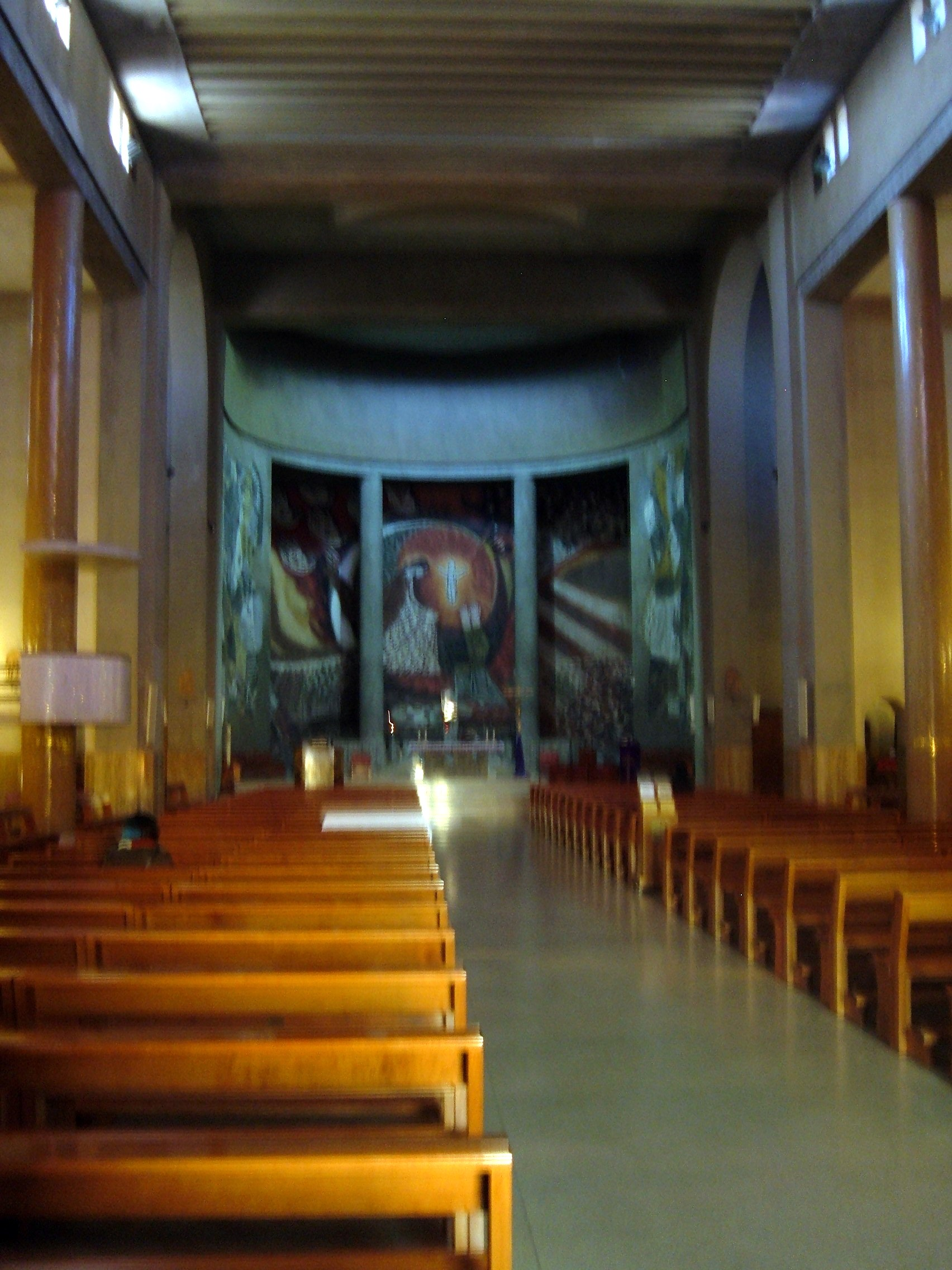
Interno

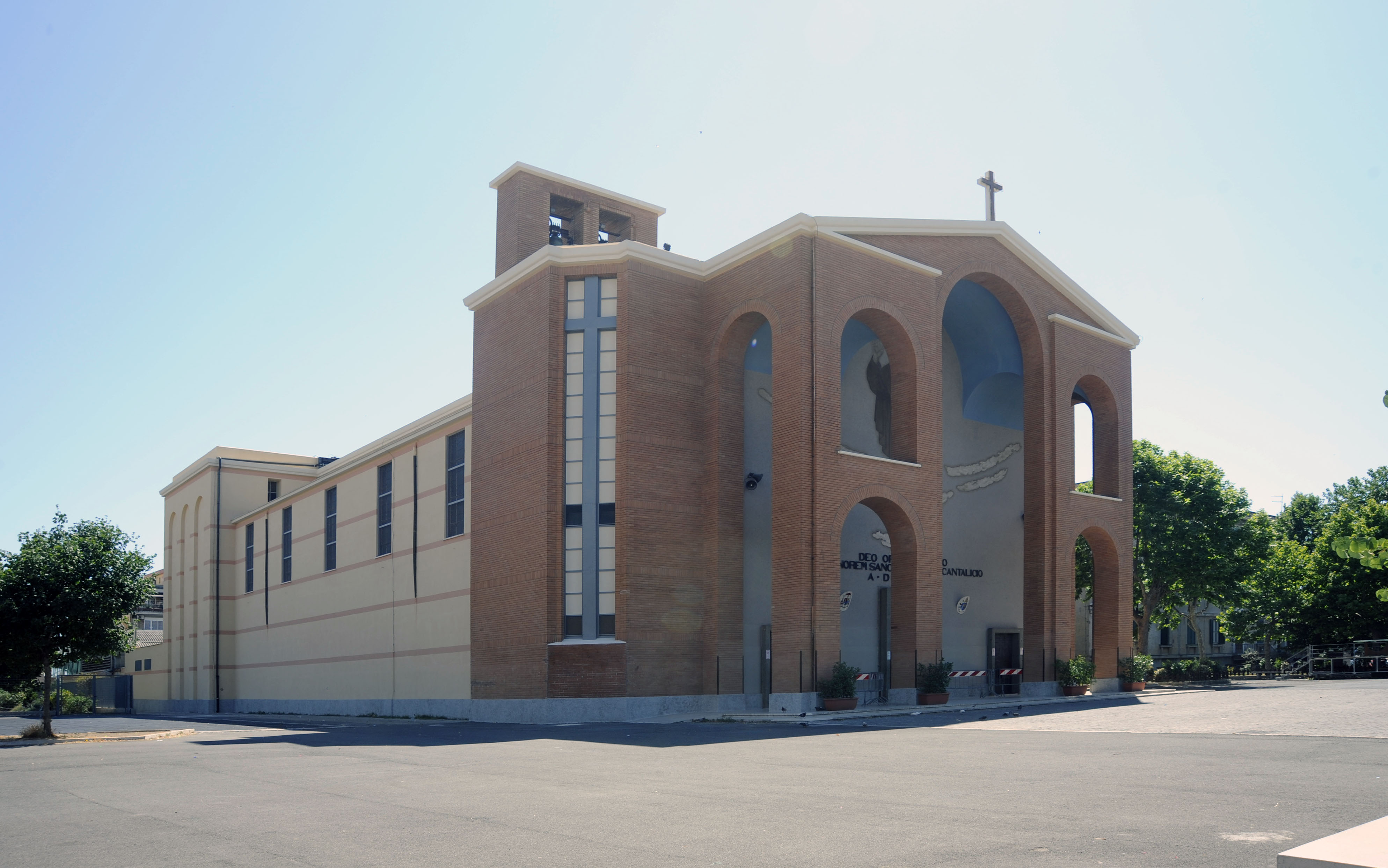
La chiesa e il piazzale

Il tempio è a forma di capanna, rivestita esternamente di laterizio. La facciata presenta una pittura raffigurante San Felice orante, opera di Rodolfo Villani, inserita in una grande arcata sorretta da pilastri. Nei pressi dell'entrata è collocata un'antica colonna di marmo cipollino, sormontata da una croce in ferro battuto, e con un'iscrizione ottocentesca dedicata a Gesù protettore del mondo.
L'interno è a tre navate, con quelle laterali molto strette e divise da quella centrale da una fila di pilastri cilindrici, decorati a mosaico. Nell'abside, illuminata da un grande lucernario, è una'dicola composta da due alte colonne: al suo interno è il mosaico raffigurante Madonna con bambino e san Felice.
Di particolare rilevanza artistica sono una serie di graffiti che ornano l'abside della chiesa, opera del sacerdote francescano Ugolino da Belluno (1968-1969), e benedetti da Paolo VI il 1º gennaio 1970:
Nel transetto altre opere dello stesso artista, del 1975, raffiguranti l’Apparizione di Gesù fra angeli e una Visione di san Francesco. 
L'interno è poi vivacizzato da una serie di vetrate policrome, con la rappresentazione dei temi del Cantico delle creature attraverso la raffigurazione di episodi biblici e di figure dell'iconografia cristiana. Molte sono le statue di stile devozionale che ornano le navate laterali. A fianco dell'entrata è una cappella con il fonte battesimale in peperino, a forma di pozzo.
Sulla cantoria in controfacciata si trova l'organo a canne Tamburini opus 364 del 1956; articolato in due corpi simmetrici, dispone di 27 registri su due manuali e pedale ed è a trasmissione elettrica.
La chiesa compare in alcune scene del film Accattone di Pasolini.